# Остров Завадовского (Южные Сандвичевы острова)

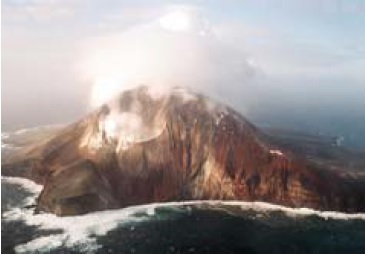
Остров Завадовского

Остров Завадовского (англ. Zavodovski) — необитаемый вулканический остров площадью 25 км². в архипелаге Южные Сандвичевы острова в южной части Атлантического океана. Входят в состав заморской территории Великобритании Южная Георгия и Южные Сандвичевы Острова (то есть принадлежат Великобритании, но не являются её частью).
На острове имеется метеорологическая станция, управляющаяся южноафриканским институтом SANAP.

## География

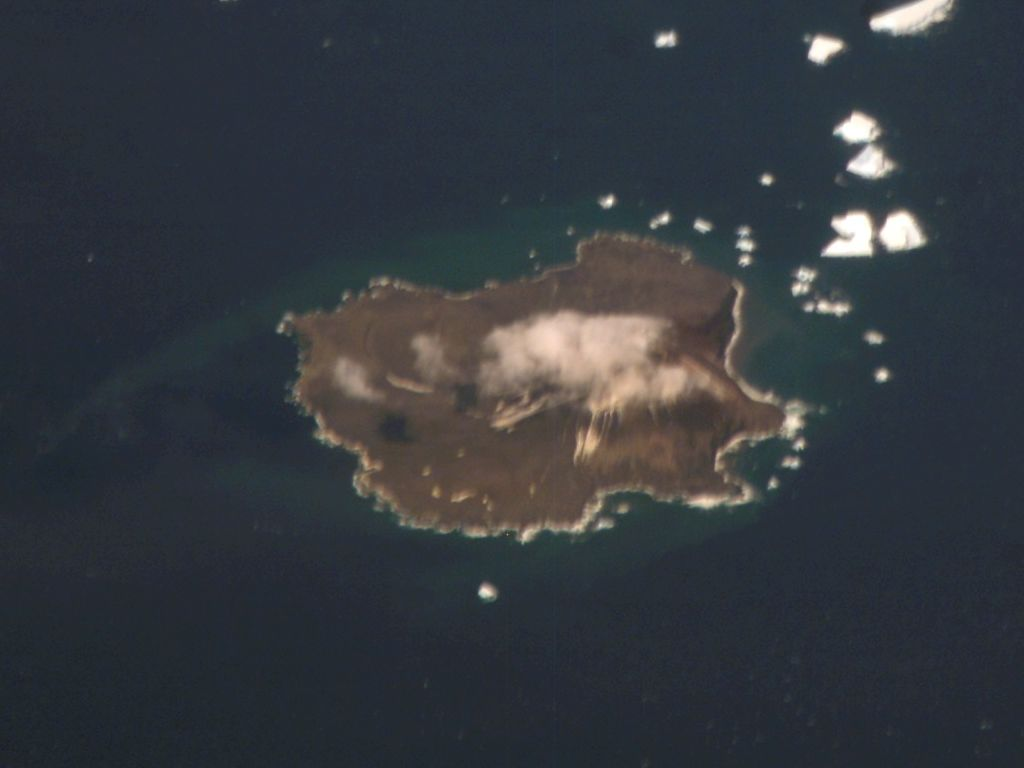
Вид острова с воздуха

Остров Завадовского расположен в 540 км юго-восточнее главного острова Южная Георгия и северо-восточнее Антарктиды в составе архипелага Южные Сандвичевы острова. Вместе с соседними островами Лескова и Высоким образует Архипелаг Траверсе. Остров Завадовского является самым северным из островов Траверсе и имеет округлую форму с диаметром 5 км. Постоянно дымящий стратовулкан Маунт-Керри, носящий также название гора Асфиксия, высотой 551 м, последние извержения которого датируются 1819, 2012 и 2016 годами, занимает западную часть острова, в то время как восточная является низменной равниной, покрытой лавой.
На острове обитает одна из самых крупных популяций антарктических пингвинов.

## История
Был открыт 23 декабря 1819 (4 января 1820) года Первой русской антарктической экспедицией Ф. Ф. Беллинсгаузена и назван в честь капитан-лейтенанта И. И. Завадовского, заместителя командира шлюпа «Восток». 24 декабря 1819 (5 января 1820) к берегу пристал ялик с И. И. Завадовским, астрономом И. М. Симоновым и лейтенантом Дмитрием Алексеевичем Демидовым. Они собрали образцы вулканических пород и поймали несколько птиц и пингвинов. Окружность острова определили в 10 миль, высоту горы в 1200 футов.

## Туризм
С 1982 года остров открыт для туристов.

## Остров в популярной культуре
- Остров вдохновил лондонский джазовый квартет Portico на создание трека (Something’s going down on) Zavodovski Island с альбома Knee-deep In The North Sea.
- Остров и колония пингвинов на нём фигурируют в серии «Острова» документального сериала «Планета Земля II»[4].